# Mixophyes coggeri
Mixophyes coggeri es una especie de anfibio anuro de la familia Myobatrachidae.

## Distribución geográfica
Esta especie es endémica del noreste de Queensland, Australia. Habita entre los 100 y 1500 m sobre el nivel del mar.

## Etimología
Esta especie lleva el nombre en honor a Harold George Cogger. 

## Publicación original
- Mahony, Donnellan, Richards & McDonald, 2006: Species boundaries among barred river frogs, Mixophyes (Anura: Myobatrachidae) in north-eastern Australia, with descriptions of two new species. Zootaxa, n.º 1228, p. 35–60.[6]